# Cristidorsa
Cristidorsa (лат.) — род ящериц из семейства агамовых, обитающий в Индии и Мьянме. Название Cristidorsa в переводе с латыни означает «ребристая спина». Такое название было дано в связи с гребнями на спине ящериц этого рода. Первоначально виды были отнесены к роду Japalura.

## Описание
Голова крупная и относительно широкая, с килеватыми чешуйками по бокам. Гребень на спинной стороне тела слабо развит. Горловые чешуи одинаковые по размеру. На затылке над плечами имеется пара увеличенных конических чешуй. Спинные чешуи разнообразны по размеру и форме. Вдоль хребта и по бокам от него тянутся ряды увеличенных килеватых чешуй, причём чешуи вдоль хребта имеют V-образную форму.

## Распространение
Ареал охватывает крайний юго-восток подножий Гималаев на северо-востоке Индии и северо-западе Мьянмы.

## Классификация
На февраль 2023 года в род включают 2 вида:
- Cristidorsa otai (Mahony, 2009)typus
- Cristidorsa planidorsata (Jerdon, 1870)